# Þrídrangaviti
Þrídrangaviti és un far situat a l'illot de Háidrangur, a l'arxipèlag de Vestmannaeyjar, al sud d'Islàndia, conegut per la dificultat del seu accés. Fou construït entre 1938 i 1939 i és a uns set quilòmetres de la costa islandesa.

## Característiques
L'edifici, de color gris, fa 4 metres d'alçada, que sumats als 30 metres d'alçada sobre el nivell del mar de la roca situen el seu pla focal a 34 metres sobre el nivell del mar. La seva llum té un abast de 9 milles nàutiques i un període de 30 segons.

## Història
Els obrers encarregats de la construcció del far van haver d'accedir a l'emplaçament escalant. Actualment l'illot compta amb un heliport que en permet l'accés mitjançant helicòpter i amb un camí que arriba fins al nivell del mar.